# Питання про існування Бога
Пита́ння буття́ Бо́га  — предмет активних дискусій у філософії релігії та популярній культурі.
З'ясування того, чи Бог справді міг/може існувати, цікавило людство з давніх часів. Аргументи за і проти існування Бога пропонувались філософами, теологами та вченими протягом декількох тисячоліть. У наш час в філософській термінології ці питання розглядаються в рамках епістемології (теорії пізнання) та онтології (природи буття).
Більшість доказів на користь кожної думки можна розділити на чотири групи — метафізичні, емпіричні, логічні та суб'єктивні. Наведені докази не обов'язково повинні бути прив'язані до божества якої-небудь конкретної релігії, однак історично були сформульовані стосовно юдаїзму, християнства та ісламу, а аргументація базувалась на метафізиці давньогрецької філософії.
Загальноприйнятого доказу існування Бога не сформульовано, оскільки не існує загальноприйнятого визначення Бога. Усе ж, питання про існування Бога продовжує залишатись предметом жвавих філософських суперечок і громадських дискусій.
Оскільки в цей час наукове пізнання є основоположним у розвинених країнах, то особливий інтерес представляє думка наукового співтовариства з питань існування Бога і доцільності віри в нього. Зважаючи на очевидну невідповідність критерію Поппера будь-якої релігійної течії, переважна більшість сучасних учених поділяє позицію, що питання про існування Бога є позанауковим та притримується нетеїстичних поглядів.

## Позиції

### Теїзм
Теїзм — світоглядна позиція, що характеризується релігійним або філософським переконанням у існуванні Бога/богів.

### Деїзм
Деїзм — віра в Бога-творця світу, але невіра в його подальшу діяльність у цьому світі (тобто, в подальшому він не втручається — на противагу теїзму).

### Пантеїзм
Пантеїзм — філософська позиція, яка стверджує, що Всесвіт є ідентичним з Богом; редукція Бога до Всесвіту або Всесвіту до Бога. Іншими словами, пантеїзм — це вірування чи вчення, яке представляє природний світ, включаючи людину, частиною божества.

### Атеїзм
Атеїзм (від грец. άθεος, безбожний, безвірництво) — світогляд, який характеризується відсутністю позитивної віри у можливість існування будь-яких богів, духів, інших надприродних істот тощо.

#### Сильний атеїзм
Сильний атеїзм, також відомий як позитивний атеїзм, — світоглядна позиція, яка повністю заперечує можливість існування Бога/богів. Зазвичай «сильні» атеїсти апелюють до видимих логічних протиріч у приписуваних Богу характеристиках (всемогутності, всезнання, всеблагості, всюдиприсутності тощо). І використовуючи їх, намагаються довести неможливість його існування.

#### Слабкий атеїзм
«Слабкі» або негативні атеїсти не мають позитивної віри у Бога/богів, відмовляють їй у раціональності і обґрунтованості, але й не заперечують можливості існування Бога й притримуються позицій агностицизму.

### Агностицизм
Агностицизм — філософський погляд, який стверджує, що істинне значення певних тверджень — особливо метафізичних тверджень щодо теології, життя після смерті, або існування Бога, богів, божеств, або навіть об'єктивної дійсності — не осягається або, залежно від форми агностицизму, не може бути в сутності осягнене через природу суб'єктивного досвіду, сприйнятого індивідом.

#### Сильний агностицизм
Сильний агностицизм (також «жорсткий А.», «замкнутий А.», «строгий А.», «абсолютний А.») — погляд, який полягає в тому, що питання існування/неіснування всесильного Бога та природи об'єктивної реальності — не може бути осягнутим через нашу вроджену неможливість перевірити будь-який досвід жодним іншим чином, окрім іншого суб'єктивного досвіду.

#### Слабкий агностицизм
Слабкий агностицизм (також «м'який А.», «відкритий А.», «емпіричний А.», «темпоральний А.») — погляд, який полягає в тому, що існування/неіснування Бога/богів на сьогодні не осягнуте, але не обов'язково не здатне бути осягнутим, і тому потрібно утриматись від суджень, аж поки більше доказів стануть доступними.

#### Агностичний теїзм
Агностичний теїзм (також «релігійний А.», «духовний А.») — погляд тих, хто не вимагає знати про існування Бога/богів, але все-таки вірить у таке існування. (див. Знання і віра)

#### Агностичний атеїзм
Агностичний атеїзм (також «недогматичний атеїзм») — погляд тих, хто не знає про існування/неіснування Бога/богів і не вірить у них.

### Апатеїзм
Апатеїзм, також відомий як прагматичний атеїзм, — риса світогляду, яка виявляється в «апатії» щодо релігійної віри. Апатеїсти розглядають питання про існування божества як таке, що не має для їхнього життя жодного значення. При цьому існування богів не заперечується і не стверджується, але може бути визнане необов'язковим або марним. Відповідно до цієї точки зору, боги не надають життю сенсу і не впливають на повсякденне життя.
Вид практичного атеїзму, що впливає на наукове співтовариство, — методологічний натуралізм, «мовчазне включення філософського натуралізму в науковий метод». При цьому обирати філософський натуралізм або вірити в нього не обов'язково.

### Ігностицизм
Ігностицизм або ігтеїзм — погляд на теологію, за яким будь-яка точка зору на теологію, включно з агностицизмом, робить надто багато необґрунтованих припущень щодо концепції Бога/богів та деяких інших теологічних концепцій. Ігностицизм та теологічний нонкогнітивізм вважались іноді синонімами, співвідношення між ігностицизмом та іншими нетеїстичними поглядами менш однозначне. Американський скептик Пол Куртц вважає його сумісним з негативним (слабким) атеїзмом і агностицизмом.
В книзі «Мова, істина та логіка» Альфред Еєр стверджує, що ніхто не може говорити про можливість існування Бога, оскільки це поняття не піддається верифікації і тому безглузде. Еєр ставить його поза атеїзмом, агностицизмом та теїзмом, тому що всі ці позиції припускають наявність сенсу у висловлюванні «Бог існує». Враховуючи безглуздість теїстичних домагань, Еєр висловлює думку, що «немає логічної підстави для антагонізму між релігією та досвідним знанням», оскільки теїзм не тягне за собою жодних суджень, які міг би спростувати науковий метод.
Слідом за Еєром, Теодор Дранж теж вважає, що атеїзм та агностицизм ставляться до судження «Бог існує» як до осмисленого: атеїсти оцінюють його як «хибне або ймовірно хибне», а агностики залишають питання відкритим, доки не буде представлено вирішальний доказ. Якщо прийняти визначення Дранжа, ігностики не є ні атеїстами ні агностиками, а різниця між ними спрощено може бути виражена як:
Атеїст: «Я не вірю, що Бог існує»: Агностик: «Я не знаю, існує Бог чи ні»: Ігностик: «Я не розумію, що ви маєте на увазі, коли говорите „Бог існує/не існує“».

## Філософські концепції
Питаннями доказів буття Бога (якщо розглядати розробку даної проблеми історично) займалися такі філософи як:
- Ансельм Кентерберійський, середньовічний філософ-богослов, що запропонував онтологічний доказ в загально відомому трактаті «Прослогіон», а перед цим ним було запропоновано свого роду доказ від досконалості в роботі «Монологіон».
- Гуніло середньовічний чернець, перший критик онтологічного доказу в роботі «У захист безумця», запропонував варіант спростування даного доказу.
- Тома Аквінський у праці «Сума теології», висунув космологічний і телеологічний докази буття Бога.
- Рене Декарт у праці «Міркування про метод», запропонував свій власний варіант підтвердження онтологічного доказу.
- Бенедикт Спіноза в «Етиці» також розглядав онтологічний доказ.
- Девід Юм у роботі «Дослідження людського пізнання» розкритикував космологічний доказ, а у «Діалогах про природну релігію» виклав власний варіант телеологічного доказу, а також і критику даного доказу.
- Іммануїл Кант, у «Критиці чистого розуму» вказав на неможливість усіх запропонованих до нього традиційних доказів, а у «Критиці практичного розуму» запропонував доказ, який заснований на моральному аргументі.
- Георг Гегель, у «Лекціях про доказ буття бога» розкритикував критику Канта у відношенні неможливості традиційних доказів.
- Бертран Расселл у статті «Чому я не християнин» запропонував ґрунтовну критику усіх, як він вважав, відомих йому способів на ґрунті яких доводять існування Бога.

Даною проблемою займалася також і безліч інших філософів, такі наприклад як Блез Паскаль, Ф. Г. Якобі та інші.

## Теологічні концепції і аргументи
Церква свідчить про можливість часткового пізнання Бога за допомогою розуму. Credo, ut intelligam («Вірую, щоби зрозуміти»), як і intelligo, ut credam («Розумію, щоби вірити»)
Існує різниця між пізнанням Бога розумовим і надприродним. Пізнання може йти від причини до наслідка (індуктивне), або від наслідка до причини (дедуктивний). Є докази існування Бога психологічні (бл. Августин), космологічні (Тома Аквінський) та онтологічний (св. Ансельм Кентерберійський).

### Психологічний аргумент
Або моральний аргумент що доводить існування Бога. Доказ існування Бога доводить людське сумління або мораль. Ще Девід Юм вивів принцип що із фактів які є неможливо вивести наших обов'язків. Це так званий Закон Юма. Критики загального морального закону кажуть що для кожного народу чи людини моральні закони різні. Теологія ж свідчить що це не різні моральні закони а різні трактування і бачення одного і того ж закону, бо «Бо Господь — суддя наш, Господь — законодавець наш, Господь — цар наш; Він спасе нас» (Іс. 33:22).

### Космологічний аргумент
Найдавнішим і найбільш популярним доказом буття Божого є, так званий космологічний аргумент. Із самої його назви видно, що в його основі лежить факт існування космосу, тобто всього навколишнього нас духовно-матеріального світу і властивому цьому світові закон причинності.
Реальність існування всього, що ззовні впливає на нашу свідомість і сприйняття, що виявляється змістом свідомості, не піддається сумнівові християнським реалізмом, який властивий християнській релігії. Категорично відкидаючи суб'єктивний ідеалізм, що ставить реальність матеріального світу під сумнів, християнський реалізм у цьому відношенні зходиться з матеріалізмом, будучи вільним, при цьому, від моністичної обмеженості й однобічності.
Загальність закону причинності для всіх духовних і фізичних явищ, для всього космосу, що спостерігається нами, ні в кого не викликає сумнівів. Оскільки кожен феномен і кожен об'єкт у світі має причину і є її наслідком, то і весь космос повинний мати свою причину, наслідком якої він є.
До того ж висновку приходимо, коли розглядаємо причинно-наслідковий ланцюг явищ, що не може мислитися безкінечним, тому що з приводу будь-якого феномена, що мав місце коли-небудь, як причина якого-небудь наступного явища, неминуче постає запитання: наслідком якої причини є цей феномен? Звідси логічно випливає наявність Першопричини, що не є наслідком чого-небудь, або має причину в самому собі, або зовсім по своїй сутності не підкоряється законові причинності. Таку Першопричину ми називаємо Богом.
Часто заперечують, що якщо все підкорено закону причинності, то і Бога не можна мислити безпричинним. Неправомірність цього судження стає очевидною, як тільки згадаємо, що закон причинності такий звичний для нас, даний нам у матеріально-духовному навколишньому нас світі, а Бог, як відомо, не належить до цього світу, і аж ніяк не мислиться його частиною, тому неправомірно поширювати на Нього будь-які закономірності властиві для цього світу, у тому числі і закон причинності. Більш того, сам цей закон створений Богом, як логічно випливає, разом із всім тварним світом, до якого він відноситься; Бог — Творець не тільки матеріальних і духовних об'єктів цього світу, але й існуючих між ними співвідношень і залежностей, в першу чергу це можна сказати про закон, що має універсальне значення, причини і наслідки.
Варто звернути увагу на думку, за якою всі причини речей знаходяться поза об'єктами або феноменами, що є їх функціями або наслідками. Так, причина появи на світ будь-якої людини лежить не в ній самій, але у взаєминах його батьків, причину існування будь-якого будинку або спорудження варто шукати в бажанні і праці архітектора та будівельників, причиною розжарення нитки в електролампі є електричний струм, що пропускається через неї, обумовлений роботою електростанції. Подібних ілюстрацій цієї закономірності можна було б привести незліченна безліч. Переконуючись в загальності даного твердження, ми одержуємо підставу вважати, що причина існування сукупності матеріальних і духовних об'єктів, яких ми називаємо космосом або Всесвітом, теж має причину поза кожною з цих об'єктів, поза самим Всесвітом.
Цим усуваються спроби пантеїстів шукати причину буття матеріального світу в самому цьому світі, інакше — у самій природі і заперечувати буття Бога як Особистості.
Коли прихильники даного доказу говорять, що світ (Всесвіт) — поза Богом, вони мають на увазі, що ми далекі від будь-яких просторових уявлень і не заперечують всюдисущності Божої, а лише усувають небезпеку уявлення про тотожність Бога зі світом, властивого пантеїзмові, але зовсім неприйнятного для будь-якого теїста, особливо для християнина.
Якщо будь-які просторові представлення непримінимі до Бога, то в такому ж значені неприйнятними по відношенні до Нього і тимчасові співвідношення. Причина, як правило, передує наслідкові і складає з ним ланцюжок причин-наслідків і тим самим виявляється нескінченою. Якщо будь-яка подія, що служить причиною викликаного нею наслідку, то виникає питання: що було до неї. Задовільний відповідь на це запитання ми отримаємо, лише, що час (як і простір) є не більш ніж існування матерії. Таким чином час мислиться існуючим тільки разом із буттям матерії і поза буттям його існування може розглядатися в абстракції, на практиці час без матерії не проявляється. І тут можливий намір поширити на Бога час і простір, приписати Йому ці форми існування властиві для нас,— мислити Його в часі і просторі. Проте такого роду намагання настільки ж марні, як і розглянута вище спроба поставити над Богом створений Ним же закон причини і наслідку.
Час і простір — форми існування створеного, видимого світу і на Бога, Творця світу не поширюються. Неправомірно категорії і закономірності відносних реалій застосовувати до Абсолютної Реальності, до Бога, для Якого «один день немов тисяча років, а тисяча років немов один день» (2 Пет. 3:8) Такі поняття, як вічність і нескінченність, — категорії, недоступні не тільки людському розумові, але й навіть уяві.

### Телеологічний аргумент
Будь-яке явище ставить перед людською свідомістю питання причини і мети даного явища. Закон причинності пронизує всю матеріальну і духовну дійсність, змушуючи замислитися про Першопричину цієї дійсності; наявність доцільності завжди змушує мати на увазі чиюсь розумну діяльність, інакше кажучи, доцільність світу в тому або іншому окремому його феномені неминуче приводить до висновку про існування не просто причини, а розумної причини, що додає даному явищу визначену цілеспрямованість. Таким чином, наявність доцільності в тих або інших діях, процесах і інших феноменах вказує на доцільність мислячого Творця.
Так, маючи справу з яким-небудь механізмом, ми безсумнівно, можемо визначити призначення кожної деталі. Кожна деталь виконує одну або ряд функцій, а взаємодія всіх деталей сприяє доцільної діяльності всього механізму в цілому, виконанню ним свого призначення. В основі конструкції машини закладений задум конструктора. Цілеспрямованість його мислення позначається не тільки на кінцевій меті створення машини в цілому, але і на цільовому призначенні кожної з її деталей, на раціональності дії кожної деталі. Вдивляючись у навколишній нас світ і предмети які нас оточують ми можемо констатувати наявність доцільності, що пронизує більшість явищ.
Явні порушення доцільності, як правило, повинні бути віднесені на рахунок свідомої діяльності людини, що втручається в цикл природних явищ, керуючись своїми довільними цілями, котрі часто розходяться з напрямком природної доцільності.
Людство впливає на природу, підкоряє її своїм цілям, у більшості споживацьким, вступаючи тим самим у протиріччя з доцільністю, закладеною в природних умовах і викликаючи штучні зміни, які нерідко досягають глобальних розмірів. Тим часом все більш затверджується і здобуває наукову обґрунтованість переконання в тому, що у природі всі взаємопов'язано не тільки причинністю, але і доцільністю. Навіть такі явища, що, здавалося б тимчасові і миттєві, що виникають та протікають спонтанно, як наприклад, землетрус, виверження вулканів, урагани і т. ін., займають, своє місце в загальній структурі природних процесів і мають своє призначення.
Одним з найбільш яскравих відомих нам проявів доцільності в природі є комплекс умов, що забезпечують можливість життя на нашій планеті, — як відстань Землі від Сонця, швидкість її обертання навколо своєї осі і швидкість переміщення навколо Сонця, наявність у Землі захисних сфер (атмосфери, стратосфери, іоносфери), границі і перепади температури, атмосферного тиску і вологості. Неважко переконатися в тім, що навіть незначні зміни цих факторів (хоча б одного з них) спричинили б за собою неможливість життя на планеті.
Доцільність у природі очевидна: кожен елемент усієї світової феноменології виявляє у взаємодії з іншими своє цілеспрямоване призначення. Наявність очевидної доцільності у світі з найдавніших часів наштовхувало людську думку на визнання розумного творчого Начала, що не лише сотворив світ, але і надав світові і його складеним елементам цю доцільність. тут доцільним є запитання про доцільність всього Космосу. Можна з впевненістю сказати, що ціль буття тварного світу, так само як і ціль його створення, відома тільки Самому Творцеві. Ми наділені здатністю оцінювати доцільність існування, що спостерігається лише нами, і взаємодії його елементів. Проте Творцеві було завгодно дати нам у Своєму Одкровенні поняття і про кінцевих цілі світотворення.
Окремі мислителі і цілі філософські школи, що заперечують Творця як розумну Причину світотворення, що додала Своєму творінні в цілому, і кожному його окремому елементові доцільність, намагаються не зауважувати свідомість природних явищ і процесів. Там же, де обминути конкретні факти неможливо, робляться спроби «пояснень», що в остаточному підсумку зводяться до теорії статистичної випадковості. Проте надуманість і штучність подібних побудов не тільки суперечить здоровому глуздові, але і залишає без пояснення складність таких феноменів, як людина з її психологією і фізіологією, різноманіття тваринного і рослинного світу, сутність гравітації, силового поля, електромагнітних хвиль і інших феноменів, доступних нашому пізнанню лише у своїх проявах, але не у своїй сутності.

### Онтологічний аргумент
Існування розумної Першопричини. Богослов Ансельм, архієпископ Кентерберійский (1033—1109) заявляв що у нашій свідомості є ідея Бога як Істоти абсолютно досконалої, позбавленої яких-небудь недосконалостей. Все існуюче, досконаліше того, що мислиться, але буттям не володіє; виходить, якби Бог не мав буття, то Він не міг би мислитися як Істота абсолютно досконала. Таким чином, поняття буття невід'ємне від ідеї Бога. Мислячи або говорячи про Бога, ми говоримо про Нього як про Сущого і тим самим сповідаємо Його буття. Поняття буття розглядається як складова самої ідеї Бога, а ідея про небуття Бога, навпроти, виявляється, з погляду Ансельма, абсурдною, тому що вступає в протиріччя із самим поняттям «Бог». Ми не можемо мислити або говорити про Бога інакше як про Сущого: вимовляючи або мислячи слово «Бог», ми тим самим затверджуємо Його буття. Корисно відзначити, що це заключення розуму повністю узгоджується з ім'ям Божим, відкритому Мойсеєві на горі Хорив — «Сущий» (Яхве). У цьому Одкровенні Бог зв'язує Своє ім'я зі Своїм буттям, не даючи про Себе знати що-небудь інше, крім Свого Буття. Сам зміст цього імені може служити підставою апофатичного постулату, тому що про Бога і Його Сутність ми не можемо нічого знати поза Одкровенням, крім Його буття, та й воно стає відомим людині теж у результаті Одкровення.
В наш час онтологічний аргумент здобуває зовсім новий аспект, зв'язаний із проголошеною діалектичним матеріалізмом «теорією відображення». Відповідно до цієї теорії, зміст людської свідомості є не більш як відображенням реально існуючої дійсності. Переконливо показується, що навіть казкові химерні образи і уявлення завжди містять елементи дійсності навколишнього світу. Так, говорячи про нібито фантастичні казкові образи  неважко помітити що казка наділяє їх цілком реальними рисами — головами, очима, мовами, вогнем, світлом, жаром, злісним вираженням очей, фізичною силою й ін. Таким чином, плодом фантазії виявляється лише комбінація цих рис, у житті не зустрічаються властивості в поєднаннях які ми бачимо в казках, але  не може виявитися змістом нашої свідомості що-небудь, що зовсім виходить за межі реального буття. З цією теорією варто погодитися повністю — у нас не було б ідеї Бога, якби Бога не існувало, інакше кажучи, наша ідея про Бога не може бути ні чим іншим, як відображенням Його реального буття, подібно тому як наше уявлення про Сонце є відображенням у нашій свідомості об'єктивного буття цього світила.
Не було б Бога, виникнення самої ідеї Бога виявилося б неможливим. На це атеїсти, втому числі і Людвіг Фейєрбах і йому подібних, звичайно намагаються заперечувати, заявляючи, що ідея Бога носить збірний характер, являючи собою комплекс позитивних властивостей, зведених в абсолют. Тим самим Фейєрбах ставить проблему з ніг на голову, стверджуючи, що не Бог створив людину, а людина — Бога по своєму людському образу і подобою. Ахиллесовою п'ятою цього, із зовнішньої сторони ефектного, твердження є відсутність у навколишньому нас світі чого-небудь абсолютного; усяке матеріальне і духовне, відоме по досвіду буття відносне; саме сприйняття навколишньої нас матеріальної дійсності теж сугубо відносно. Таким чином, ідея Абсолюту не може бути запозичена з навколишнього світу; сама собою ця ідея, відповідно до теорії відображення, теж не могла б виникнути; її наявність у нашій свідомості може бути пояснено тільки впливом на нього реально існуючої вищої Дійсності, реально Сущого Абсолюту, інакше кажучи — Бога.

### Моральний аргумент
Якщо космологічний і телеологічний аргументи  на користь буття Божого мають своєю передумовою існування тварного світу з його закономірностями, якщо онтологічний аргумент ґрунтується на самій ідеї Бога як Абсолюту, то моральний аргумент в ряді інших найбільш антропологічний: в основі його лежить властива людині здатність моральної оцінки дій і вчинків, у тому числі власних (самооцінка) і спостереження вчинків, що є об'єктами, інших осіб. Моральний аргумент враховує, що така здатність належить тільки людині, і наявність у людей моральних суджень, що мають, як правило, категоричний характер, не може мати іншого походження, крім божественного.
Такий висновок властивий людству споконвіку, від початку його існування, проте у найбільш яскравому, філософськи обґрунтованому виді ми знаходимо його в Еммануїла Канта. Як відомо, Кант критикував вже відомі нам аргументи про буття Боже, вважаючи, що вони не мають доказової сили, проте він зробив великий внесок у богослів'я, вказавши на властиву людині здатність моральної оцінки, категоричність якого, на його думку, не може бути пояснена інакше, як посиланням на її божественне походження. «Зоряне небо що наді мною і моральний Закон у мені — ось що переконує мене в бутті Бога», — любив говорити Кант. Властиві людині моральні судження Кант називав категоричним імперативом і стверджував, що імперативні судження моральної переконаності (які ми називаємо «совістю», «голосом совісті» і т.ін.) не мають потреби в обґрунтуванні, маючи самі по собі абсолютний характер.
Богослов'я стверджує, що всі спроби нерелігійного пояснення властивого людині внутрішнього переконання в моральній правоті або неправоті при здійсненні нею тих або інших вчинків виявляються при ближчому розгляді безуспішними. Воно не може бути пояснено дією ні біологічних, ні соціальних факторів, до яких звичайно намагаються звести виникнення і формування цієї моральної переконаності ті, хто заперечує її надлюдське, надприродне, інакше — божественне походження.
Моральна свідомість часто вимагає від людини поводження, що йде врозріз із біологічно властивими всьому живому інстинктами самозбереження, із законом боротьби за виживання. Ніхто не стане заперечувати актів самопожертви заради порятунку життя, здоров'я, інколи навіть заради благополуччя інших людей, не зв'язаних з даним об'єктом родинними або якими-небудь іншими стосунками. Наприклад інстинкт самозбереження, закон прагнення до виживання можуть утримати людину від всього, що йде врозріз із властивими всьому живому егоїстичними спонуканнями, але ніяк не можуть спонукати людину до біологічної самопожертви. Кожен такий вчинок можна розглядати як порушення законів біології, законів природи — як щось надприродне. В тому ж руслі лежать подвиги, вчинені протягом тривалого часу, що вимагають великого терпіння, постійного подолання власного егоїзму, як наприклад, догляд за важкохворим, позбавлення себе необхідного заради збереження життя іншого.
Що стосується соціального фактора, то історично відомо, що совість суцільно і поруч виявляється в протиріччі з вимогами соціального середовища, спонукає людину врозріз із вимогами часу і суспільства і у своїх моральних рішеннях зневажати думкою цього середовища.

### Доказ від незнання
Доказ від незнання — доказ існування Бога, що спирається на «прогалини» в наукових і природничих даних.

## Вчені, які захищали буття Бога

### Ансельм Кентерберійський
За два сторіччя до святого Томи Аквінського, визначний представник ранньої схоластики св. Ансельм сформулював філософський доказ існування Бога, знаний тепер як Онтологічний аргумент (так назвав цей аргумент у його картезіанській [Декартівській] версії Іммануїл Кант).
Ансельм пропонує два типи доказів Божественного буття: апостеріорний і апріорний. Апостеріорний (за наслідками) доказ він обґрунтовує у трактаті «Монологіон». У цьому творі мислитель розгортає ряд доказів існування Бога, виходячи з ступенів досконалості. У речах Всесвіту можна розрізняти: благо, мудрість, досконалість. Проте, світ є скінченним, отже, і якості, що властиві йому — не безумовні, а відносні. Тому ступені блага свідчать про існування абсолютного Блага; ступені мудрості свідчать про існування абсолютної Мудрості; ступені досконалості свідчать про існування абсолютної Досконалості. Але благо, мудрість, досконалість мають сенс, тільки при умові існування (тут — «буття») речей. Ланцюг причин існування підводить до визнання єдиного початку, що надає існування усьому, але само ані кому не зобов'язане своїм буттям. І логічно, що те, що існує через себе, постає найзначнішим і найвеличнішим з існуючого. «Найвище» в усіх смислах є Одне. Це Одне і є Бог.
Проте, такий переконливий доказ Божественного буття не задовольняє самого Ансельма. Він вважає його спокусою диявола, що примушує доводити існування Бога через порівняння останнього з зовнішнім світом. Дійсно, вища сутність — Бог існує не тому, що існує світ (як це випливає з апостеріорних доказів), а навпаки, світ існує, завдячуючи Божественному буттю. Тому Ансельм вдається до принципово нових аргументів — апріорних. Робота «Прослогіон» містить так званий «онтологічний» (за визначенням Канта) аргумент. Цей доказ базується на Одкровенні, а не на співставленні.
Отже, не можна з розумінням говорити про Бога, відмовляючи Йому в реальному існуванні, бо тоді будь–яка маленька тваринка буде мати більшу реальність (і мислення, і об'єктивного існування), ніж Те, більше чого, за визнанням, не можна помислити. Тим не менш, ще з часів Ансельма до сучасності було багато як прибічників, так і критиків онтологічного доказу. Серед прибічників Бонавентура, Декарт, Ляйбніц, Геґель; серед тих, хто його заперечував — Фома Аквінський, Кант. Історично першим критиком був монах Ґауніло з Мармутьє. Він виклав свої заперечення у листі під назвою «На захист глупого». Найсуттєвішим у ньому був такий аргумент: реальність Божественного буття не може випливати з його досконалості, бо зовсім не обов'язково, якщо у мене в голові є думка, про щось досконале, то це є достатньою підставою для реального існування останнього. Тому наявність у голові думки про досконалий острів (імовірно, Ґауніло має на увазі Атлантиду) не перетворює його на об'єктивну реальність .
У «Монологіоні» — 3 докази існування Бога
1. Все прагне до блага, Бог — найвище благо

1. Бог є межа за величиною,

1. Бог як абсолютно досконале замикає собою ієрархічну драбину прагнення істот до досконалості.

У «Прослогіоні» дано головний (онтологічний) доказ — Бог є те, вище чого нічого не можна помислити.

### Тома Аквінський
Тома Аквінський є одним з провідних критиків онтологічного аргументу буття Божого, що його запропонував Ансельм Кентерберійський. Підставою критики онтологічного аргументу є його апріорний характер. Сам же Аквінат вважав, що доводити буття Боже можна, виходячи лише з даних зовнішнього світу, який після акту креації містить у собі сліди цього акту. Бога самого по собі ми не можемо знати інакше, аніж через Його дії, а наявність сущого якраз і засвідчує Боже буття. Таким чином, Тома пропонував засобами індукції переходити від даних досвіду до другорядних (іманентних) причин, а від другорядних — до першої (трансцендентної). Докази, що їх Аквінат вважав можливими, не є винаходами самого св. Томи, оскільки в тій чи іншій формі вони фігурували вже у його попередників.
- Доказ від руху (Argumentum ex motu). Оскільки все на світі рухається, то повинен бути «першодвигун/першорушій» або «першопоштовх» руху — Бог. Доказ має своїм джерелом філософію Арістотеля, також фігурував ув Аделарда із Бата, Альберта Великого.
- Доказ від першопричини (Argumentum ex ratione causae efficientis). Всі явища і предмети мають причину свого виникнення та існування. Першопричина усього — Бог. Доказ має своїм джерелом філософію Арістотеля, також фігурував у Авіценни, Алана Лільського та Альберта Великого.
- Доказ від випадковості (Argumentum ex contingentia). Все у світі існує не випадково, а з необхідності, ця необхідність — Бог. Аргумент в тій чи іншій формі фігурував у Маймоніда та Авіценни.
- Доказ від ступеня досконалості (Argumentum ex gradu). Всі речі мають різні ступені досконалості. Тому повинно існувати абсолютне мірило досконалості — Бог. Аргумент фігурував у Арістотеля та згадувався у Августина
- Доказ божественного керування світом або аргумент через цільову причину (Argumentum ex fine). У природі все має певний сенс, доцільність свого існування. Отже, повинна існувати «остання» і головна мета — Бог.

Проте деякі інші догми християнства не піддаються раціоналістичному обґрунтуванню (догма про Трійцю, про втілення Христа, про воскресіння з мертвих). Це неможливо зробити не тому, що вони протирозумні та ірраціональні, а саме тому, що вони «надрозумові», обмежений людський розум не здатен їх довести. Більшість догм християнства є предметом теології, а не філософії.

## Аргументи проти існування Бога
Аргументи проти існування Бога поділяються на чотири типи:
- Емпіричні — відомості, отримані на основі досвіду, практики.
- Дедуктивні — відомості, отримані чисто логічним шляхом із попередніх.
- Індуктивні — коли з приватних суджень виводиться загальне.
- Суб'єктивні — приватні (особисті) свідчення.

Метою таких аргументів є демонстрація неіснування богів, або відсутності потреби вірити в них.

### Емпіричні
- Аргумент суперечливих одкровень оскаржує існування описаного в Біблії Бога, знаходячи видимі протиріччя між різними писаннями, всередині одного писання чи між писанням і відомими фактами. Цей аргумент ефективний лише проти опонентів, які вважають свої священні тексти непогрішними.
- Проблема існування зла: «Всезнаючий, Всемогутній і Всеблагий Бог не сумісний зі світом, в якому є зло». Теїстичні відповіді на цю проблему називаються теодіцеями.

Критика аргументу: Безліч страждань, несправедливих і безневинних, таких, що відбуваються у світі, — чи не достатній аргумент для заперечення віри в існування Бога? — Це одне із заперечень, що найчастіше зустрічаються. Викликано воно нерозумінням християнського вчення про любов Божу, свободу людини, природу гріха. Характер взаємовідносин Бога і людини в християнському богослов'ї описується поняттям «синергізм» (від грець. — сприяння, співпраця). Синергізм означає, що ні людина не може врятувати сама себе, ні Бог — врятувати людину без волі самої людини. Порятунок здійснюється Богом, але тільки за умови, що людина побажає і зробить усе можливе, щоб стати богоподібним за своїми духовними і моральними властивостями. Ці властивості дані в євангелія в образі Христа і в Його вченні. Душу злу Бог не може насильно ввести у Своє Царство любові. Потрібно їй самій змінитися . І доки вона не зміниться, буде сама себе мучити тим злом, яке перебуває в ній. Страждання людини породжує дисгармонію духу людини з Богом, що є «Законом» нашого буття (як порушення закону тяжіння приводить того, що стрибає з третього поверху до сумних наслідків). У цьому полягає головна причина усіх бід людських.
Відповідь на критику: Гоніння на християн і християнство в усьому світі набувають катастрофічні масштаби. За даними різних міжнародних організацій, зараз утисків зазнають понад 100 мільйонів послідовників вчення Ісуса Христа. Щороку гине близько 100 тисяч християн. Порятунку від віри — нема.
- Аргумент від невіри оскаржує існування всемогутнього Бога, який хоче, щоб у нього вірили, тим, що такий бог міг би знайти кращий спосіб залучення віруючих серед власних створінь.

Критика аргументу: Ф. М. Достоєвський у своєму творі «Брати Карамазови» відповів на цей аргумент тим, що безпосередній доказ існування чудес «поневолив» би людину: «Ти не зійшов з хреста, коли кричали тобі, знущавшись і дратуючи тебе: „Зійди з хреста і увіруємо, що це ти“. Ти не зійшов тому, що, знову-таки, не захотів поневолити людину дивом, і жадав вільної віри, а не дивовижної. Жадав вільної любові, а не рабських захоплень невільника перед могутністю, що його, що раз назавжди жахнула.»
Відповідь на критику: Тоді чому у церквах навмисно штучним шляхом створюють «чудеса», благодатний вогонь?
- Консервативний аргумент стверджує, що, оскільки природні теорії адекватно пояснюють розвиток релігії та віри, то дійсне існування таких надприродних істот зайве до тих пір, поки воно явно не знадобиться для пояснення цих феноменів (див. Бритва Оккама).

Критика аргументу: Слід зауважити, що, наприклад, колись космологія Данте Алігьєрі адекватно пояснювала світоустрій і була близька до істини, але була при цьому в корені невірною. Так і природні теорії можуть виявитися близькими до істини, але в корені невірними. Також існує критика основних наукових концепцій походження релігії.
- Аналогія чайника Рассела, сенс якої в тому, що тягар доведення існування Бога лежить на теїстах, а не на тих, хто сумнівається.
- Космологічний: «Чому у Всесвіті не могло бути Творця?» — пояснює у фільмі 2011 року «Цікавість. — Хіба Бог створив Всесвіт?» («Curiosity. Did God Create the Universe?») Фізик Стівен Хокінг:

|  | «Не можна повернутися в часі до Великого вибуху, тому що його не було. Ми нарешті знайшли те, чого не було причини, тому що не було часу для створення цієї причини. Для мене це означає неможливість існування творця, тому що для цього не було часу. Так як час почався в момент Великого вибуху, це була подія, яка не могла бути створена ким-небудь або чим-небудь. Таким чином, наука дала нам відповідь, пошук якої зайняв понад 3 тисяч років величезних людських зусиль». (Див. Простір-час). Оригінальний текст (англ.) You can’t get to a time before the Big Bang because there was no ‘before the Big Bang’. We have finally found something that doesn’t have a cause, because there was no time for a cause to exist in. For me, this means there is no possibility of a creator because there is no time for a creator to have existed. Since time itself began at the moment of the Big Bang, it was an event that could not have been caused or created by anyone or anything. So, science has given us the answer we set out to discover, an answer that took more than 3,000 years of human endeavour. |

### Дедуктивні
- Парадокс всемогутності висловлює думку про логічну суперечливість поняття всемогутньої істоти, ґрунтуючись на питаннях: «Чи може Бог створити камінь настільки важкий, що він не зможе його підняти?»

Критика аргументу: Ієрей Олег Давиденков відповідає на цей аргумент тим, що всемогутність «полягає не в тому, щоб робити все, що не надумається, а тільки в тому, щоб виконувати те, що Йому завгодно».
Відповідь на критику аргументу: Фома Аквінський висловився: «Так як принципи певних наук, як логіка, геометрія і арифметика, взяті тільки від формальних принципів речей, від яких залежить сутність речі, з цього випливає, що бог не може зробити щось всупереч цим принципам. Наприклад, так, що рід не складався б з видів, або що лінії, проведені з центру кола були б не рівні, або що трикутник не мав трьох кутів, рівних двом прямим».
- Інший аргумент припускає протиріччя між всезнанням і всемогутністю, задаючи питання «Чи може бог передумати?».

Критика аргументу: Блаженний Августин говорить про це питання: «Вічний Творець; субстанція Його жодним чином не міняється в часі, Його воля злита з Його субстанцією. І тому Він не хоче то одного, то іншого; те, чого Він хоче, Він хоче раз і назавжди, а не по-різному: спочатку це, потім те, потім хоче того, чого не хотів, і не хоче того, що хотів раніше. Подібна воля, воля мінлива, а усе мінливе не вічно: „Бог же наш вічний“». Бог знаходиться поза часом, і він незмінний (час — категорія цього світу).
- Аргумент свободи волі оскаржує існування всезнаючого бога, що володіє вільною волею чи наділив нею свої створіння, заявляючи про взаємовиключну природу цих двох властивостей. Згідно з цим доводом, якщо Бог знає майбутнє, то всі дії людини приречені відповідати цьому майбутньому, і вільної волі у нього, таким чином, немає. Інший аргумент додає, що Божа воля в такому випадку також обмежена Його знанням усього, що Він зробить у вічності.

Критика аргументу: Блаженний Августин відповідав на цей аргумент в наступному дусі: «Всяка подія і дія має причину; чи у волі Божій, або у волі людини, або волі ангела; це не суперечить передбаченню майбутнього». «Релігійна душа вибирає і те і інше; те і інше сповідує».
- Заперечення Космологічного аргументу — поширює припущення про необхідність існування творця у всього на самого Бога («Хто створив Бога?»). Цим заперечується заява, що першопричиною всього є Бог, а не Всесвіт («Проблема курки і яйця»).

### Індуктивні
- Аргумент від безглуздості стверджує, що всемогутній і всезнаючій суті немає сенсу що-небудь робити (зокрема, створювати всесвіт), тому що у такої істоти немає потреб, потреб чи бажань — всі ці поняття суб'єктивно притаманні людині. Таким чином, саме існування всесвіту суперечить існуванню всемогутнього бога.

Критика аргументу: Представляти Бога таким, що не має бажань і чужим світу людських почуттів означало б представляти людину досконалішою, ніж Бог. Ті, хто визнає творіння світу, вважають це проявом любові. «Єдина причина створення світу полягає в явищі превеликої любові Божої. Любов'ю привів Він світ у буття; любов'ю веде Він його в цьому його тимчасовому образі існування», говорить представник патристики Ісаак Сирін.
- «Історична індукція» укладає, що раз більшість теїстичних релігій в історії (наприклад, давньоєгипетська або давньогрецька) зрештою стали розглядати як хибні або помилкові, то, за індукцією, всі Теїстичні релігії, включаючи сучасні — хибні або помилкові.

Критика аргументу: Якщо розглядати цей аргумент, то все одно індукція може бути тільки неповною, див. Френсіс Бекон. Також віруючі люди розглядають давність їх релігії, навпаки, як підтвердження її істинності: «Все, що відрізняється давністю, поважно».

### Суб'єктивні
Як і суб'єктивні аргументи на користь існування Бога, суб'єктивні аргументи проти надприродного покладаються на особисті свідчення або припущення про релігійні одкровення.
- Досвід від свідчень очевидців покладається на думку сучасних або історичних особистостей, які не вірили або виражали сильний сумнів в існуванні Бога.

Критика аргументу: Свідчення очевидців, сучасних або історичних осіб, які не вірили або виражали сильний сумнів в існуванні Бога, усю історію супроводжувалися свідченнями очевидців, сучасних або історичних осіб, які вірили в існування Бога.
Відповідь на критику: Євграф Дулуман писав: «І якщо той чи інший вчений рухає науку вперед і продовжує вірити в бога, то про нього можна сказати: як науковець — він гігант, геній; але як мислитель, філософ — карлик. Адже він тільки тому і є людиною, що у своїй науці, на ділі не визнає ніяких надприродних сил-богів, чортів, духів, чудес. Так, для віруючого медика бог може бути скрізь — в астрономії, хімії і так далі, — тільки не в медицині. Побожний астроном виганяє бога з всесвіту, психолог-з людини, економіст-з суспільного життя. … Очі звернені до бога, а своєю науковою роботою вони, по суті, відходять подалі від бога, зайвий раз доводячи, що бога немає».
«Відкрито являючись тим, хто шукає Його усім серцем, і ховаючись від тих, хто усім серцем біжить від Нього, Бог регулює людське знання про Себе. Він дає знаки, видимі для тих, що шукають Його і невидимі для байдужих до Нього. Тим, хто хоче бачити, Він дає досить світла. Тим, хто бачити не хоче, Він дає досить пітьми.»
Блез Паскаль
- Досвід від суперечливих релігій — різні релігії по-різному описують бога і його приписи. Всі суперечливі дані не можуть бути істинними одночасно, отже, якщо не всі, то багато богів не існують.

|  | Я стверджую, що ми - обидва атеїсти. Я тільки вірю на одного бога менше, ніж Ви. Коли Ви зрозумієте, чому Ви відхиляєте всіх інших можливих богів, Ви зрозумієте, чому я відхиляю вашого. (Стівен Генрі Робертс, історик). Оригінальний текст (англ.) I contend that we are both atheists. I just believe in one fewer god than you do. When you understand why you dismiss all the other possible gods, you will understand why I dismiss yours. |